# 假刃
假刃是有时候为了提高刀尖的锋锐程度而在刀背侧靠近刀尖的地方开一段刃，但实际上这段刃并没有刀刃的切割能力。有的步兵刺刀上有这种设计，主要还是方便刺击。